# Digenethle hudsoni
Digenethle hudsoni är en skalbaggsart som beskrevs av Allard 1995. Digenethle hudsoni ingår i släktet Digenethle och familjen Cetoniidae. Inga underarter finns listade i Catalogue of Life.